# Stanulus seychellensis
Stanulus seychellensis és una espècie de peix de la família dels blènnids i de l'ordre dels perciformes.

## Morfologia
- Els mascles poden assolir 4 cm de longitud total.[1][2]

## Reproducció
És ovípar.

## Hàbitat
És un peix marí de clima tropical i associat als esculls de corall.

## Distribució geogràfica
Es troba des de les Seychelles, Maurici i Reunió fins a les Tuamotu, el sud de Taiwan i el sud de la Gran Barrera de Corall.